# Joseph Musonda
Joseph Musonda, född 30 maj 1977 i Kalulushi, är en zambisk fotbollsspelare.
Joseph Musonda var med i Zambias trupp som sensationellt vann Afrikanska Mästerskapet 2012. I finalen mot Elfenbenskusten blev Musonda skadad och utbytt redan efter 11 minuter, men trots det vann Zambia efter straffar. Efter matchen så bar lagets manager Herve Renard upp Musonda på prispallen när han skulle få sin medalj.

## Meriter
Zambia
- Afrikanska Mästerskapet: Guld 2012